# Топольница (река)
Топольница (укр. Топільниця) — река в Самборском районе Львовской области, Украина. Правый приток Днестра (бассейн Чёрного моря).
Длина реки 19 км, площадь бассейна 108 км². Типично горная река. Дно каменистое, течение быстрое, русло слабоизвилистое. После сильных дождей и во время оттепели бывают паводки. Используется для местных хозяйственных нужд.
Берёт начало к востоку от села Турье. Течёт в пределах Верхнеднестровских Бескид преимущественно на северо-запад. Впадает в Днестр на северо-восточной окраине села Стрелок (неподалёку от железнодорожной станции).
На рекой расположены сёла Турье и Топольница.